# Педивиляно
Педивиля̀но (на италиански: Pedivigliano) е село и община в Южна Италия, провинция Козенца, регион Калабрия. Разположено е на 576 m надморска височина. Населението на общината е 893 души (към 2012 г.).